# لاشکندار
لاشکندار (به لاتین: Lashkendar) یک کوه در گرجستان است که در آبخاز واقع شده‌است.